# 我們仍未知道那天所看見的花的名字。

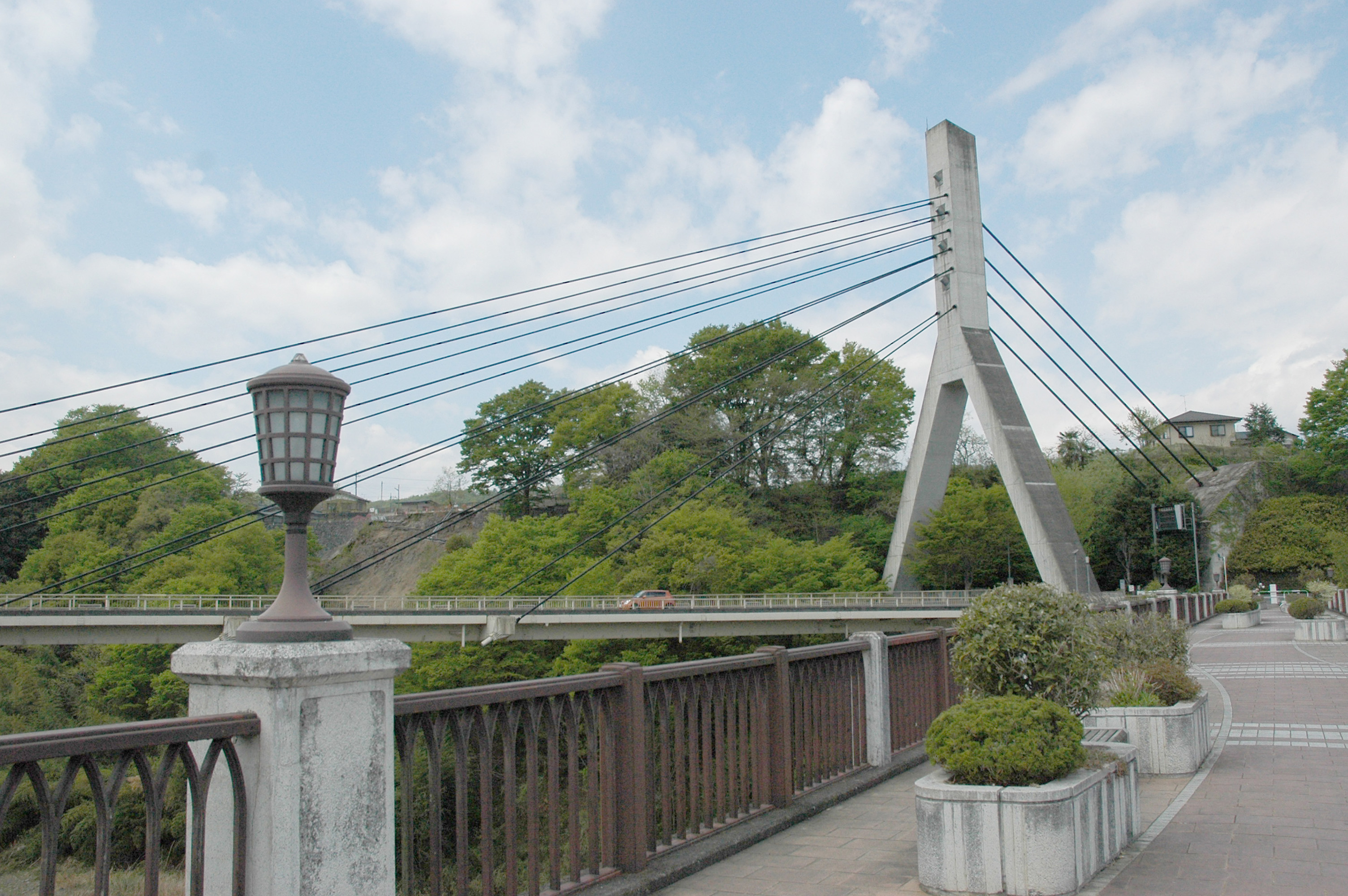
舊秩父橋與新秩父橋。本作的主要場景

《我們仍未知道那天所看見的花名。》臺灣官方稱為未聞花名，日本官方簡稱為那朵花（／ Anohana），是由動畫公司A-1 Pictures製作的原創日本動畫。本作於2011年4月14日起於富士電視台的noitaminA第2時段開始播放。劇場動畫於2013年8月31日在日本上映。後續於2023年被改編成舞台劇。

## 作品概要
本动画Aniplex、富士電視台及A-1 Pictures於2010年12月啟動原創動畫企劃「ANOHANA PROJECT」，其中發佈的監督、劇本和人物設定均出自2008年人氣動畫《虎與龍》的製作班底。這是監督長井龍雪第一次擔任原創動畫的監督工作。小說由劇本作者岡田麿里在月刊《DA VINCI》2011年3月號起連載。
因为岡田麿里是埼玉縣秩父市人，所以舞台設定也位於埼玉縣西邊的秩父市，出現不少真實場景以及建築，當中秩父橋與實正山定林寺更成為故事中重要的場景，由樂團Galileo Galilei主唱的開場曲「藍色書籤（青い栞）」真人PV亦為配合主題於秩父市內拍攝。2010年12月在西武鐵道西武線列車車廂貼上「超和平Busters」海報，在放送開始後，車站内掲示節目宣傳海報。秩父市地方組織和商會亦活躍於借助動畫名聲為當地的旅遊事業作大量宣傳，更請來動畫的聲優擔任當地大型活動的嘉賓，吸引大量動漫迷到訪。

## 故事簡介
「超和平Busters」─ 為了守護世界上的所有和平成立的組織。記述由六人青梅竹馬的小朋友組成「超和平Busters」的故事。六人分別是「仁太」、「芽芽」、「安鳴」、「雪集」、「鶴子」、「波波」。
當中，女主角本間芽衣子（芽芽）死於意外，另外五人對芽芽的死而留下各自的心結，「超和平Busters」亦隨之而解散，五人似是成長而邁向未來，事實上卻是停留在芽芽逝世時的那一刻。
長大後，男主角「仁太」成了家里蹲。一個夏天，離世的芽芽突然化身幽靈出現在男主角面前，並說有「想要實現的願望」而拜託仁太。起初，仁太認為這只是幻覺，因為一直對芽芽的死存有陰影才會看見到芽芽的幽靈。但由於芽芽不知道她的願望是甚麼，仁太再度聚集疏遠已久的「超和平Busters」朋友們，認為全體之重聚是幫助芽芽完成願望的關鍵。但是，他的朋友質疑仁太是沒能克服芽芽之死的陰影，都不太信任幽靈這一回事，是因為其他人看不見芽芽；只有仁太看得見她。隨著故事發展，不單只是仁太內心對芽芽的死耿耿於懷，其他成員內心埋藏已久的不同情感一一爆發出來。最終，「超和平Busters」全員幫助完成芽芽的願望。

## 登場人物

### 超和平Busters
中文譯為「守護和平的團隊」或「超和平破壞者」，童年六人聲稱「為了守護世上所有的和平」為目的而組成，在芽衣子死後解散。為了恢復昔日友誼而展開此故事。之後的劇場版中提到在這以後每年的夏天，超和平Busters的剩下幾個成員都會在秘密基地聚會、舉行活動，追憶那個如花朵一般的本間芽衣子。
宿海仁太（聲：入野自由／田村睦心（年幼時），演：村上虹郎／南出凌嘉（年幼時）（電視劇）、鳥越裕貴（2022舞台劇）、河原田巧也（2023舞台劇））
- 暱稱：小仁[註 2]／仁太／仁丹[註 3]（Jintan）

【血型：B型／生日：4月16日／星座：白羊座／身高：165cm／體重：55kg／不擅長的事：人群／喜歡的食物：鹽味拉麵／喜歡的顏色：紅】
本作的男主角。左撇子。在孩童時期創立超和平Busters。成績、體育優異，孩童時代便隱然為眾人的領袖，但在芽衣子死後卻變得不善與人交流。
對於自己在五年前那次的談話中，為了掩飾害羞而對芽衣子口出較為粗暴的話後就奔逃回家，雖然事後覺得其言語中傷了芽衣子，並期待著明天能向她道歉，然而回到家後卻被告知芽衣子發生意外死了，預備要向芽衣子道歉的那個「明天」永遠也沒有到來，為此極為後悔，並從此被這陰影束縛著身心。
過去是位成績、體育優異的少年，也曾在中學時代得過校內馬拉松第三名及市內硬筆展銀賞等，但在高中的升學考試慘遭滑鐵盧，因為沒能考上第一志願的明星高中（雪集就讀的那所），隨即墮落並拒絕入讀他所考上在其住家附近的高中。因此，外出時為了不被國中同學認出，要配戴著針織帽和粗黑框眼鏡才出門。有著多件不同文字樣式的T-shirt。
認為五年前就已死的芽衣子會再出現，是因為壓力造成的陰影（靈體或幻影），之後了解芽衣子的心願後，決定一起完成當初童年的心願而要讓六人再度團聚。
在故事的最後，與超和平Busters的成員一起實現了芽衣子的願望，讓芽衣子成佛，雖然有時仍會缺席，但已回到學校上課。
劇場版時髮型略有改變，被鳴子說似乎有長高。
本間芽衣子（聲：茅野愛衣，演：濱邊美波／谷花音（年幼時）（電視劇）、市川美織（舞台劇））
- 暱稱：小芽[註 5]／芽間／面麻[註 6][註 7][註 8]（Menma）

【血型：A型／生日：9月18日／星座：處女座／身高：147cm／體重：36kg／喜歡的食物：咖哩／喜歡的顏色：白】
本作的女主角。遺傳母親伊倫的歐洲血統，有著銀髮藍眼和白皙的肌膚，給人感覺很夢幻的嬌小少女。在孩童六人組中是吉祥物般的存在。有獨特的說話方式也有點少根筋。總是為他人著想，即使自己心裡難受也只是傻呵呵的笑，大都是為了別人而哭。於孩童時就已死去、五年後的現今以成長後形態（同為高中生）再度出現在仁太面前。雖然少根筋，但對於自身已死的事實還是知道的。
似乎因聽從知利子給自己做蒸糕的建議，成功做出近似仁太母親做的葡萄乾蒸糕（蒸麵包）來給大家品嚐，但是一度讓鳴子與知利子覺得害怕。
在五年前的那天為了挽留因羞愧而奔逃的仁太，於途中滑落山崖摔下溪河致死。雖然只能被仁太看見，並且以類似幽靈的型態存在，但卻能觸碰到實物，而且只能在自己的日記上留下文字。雖然希望仁太與「大家」一起實現某種願望，但是連自己的願望是什麼都不清楚。後來經過努力，终於想起仍留在現實要實現的願望，就是答應仁太母親讓肩負生活壓力的仁太哭出来，最終實現願望，给所有人留下五封含有內心話的信，並期盼同伴們能重新回到從前的友好而消失了。
安城鳴子（聲：戶松遙，演：松井愛莉／吉岡千波（年幼時）（電視劇）、桃月梨子（舞台劇））
- 暱稱：安鳴[註 9][註 10]／小菊花（Anaru）

【身高：164cm】
左撇子。看上去很時髦、冷酷的女高中生，因此沒多少朋友。高中與仁太同班，雖然很少但多少跟他有交流，一直希望並要求仁太能振作起來並回到學校上課。孩童時期為有著天然捲並帶著粗黑框眼鏡的女孩。從孩童時期起就一直喜歡著仁太。有著易受他人影響的個性，這點至今沒任何改變。從小就有在收集漫畫還有遊戲，到現在也是如此，可能因這喜好，使得打工也是選擇在電玩店。
孩童時很討厭自己的造型（天然捲和粗黑框眼鏡），更因為羨慕且喜歡芽衣子加上原本就很容易受他人影響的個性，而模仿芽衣子至今。對擁有長直髮而且和仁太非常親密的芽衣子充滿又愛又恨的情感。對自己在五年前那時的發言，間接導致芽衣子發生意外，感到相當後悔且自責。
因為童年時尚不知道其暱稱「安鳴」的意思不雅，導致之後鬧出許多笑話。所以長大後也已明瞭其意思的鳴子，就不是很喜歡被人繼續這樣叫，尤其要是被朋友以外的人聽到如此稱呼是在叫自己時，會驚慌失措並急忙否認。
雖然自從芽衣子和仁太的母親塔子死後與仁太的關係變薄，不過一直很在意、關心仁太。對於兩人能進入同一所高中感到相當高興。動畫初期以仁太姓氏「宿海」稱呼他，後期改稱小時的暱稱「仁太」。
故事中期，因為學校謠傳其實是處女的她援交的謠言，且這素行不良的謠言傳遍全校的情況下，導致其與仁太一起翹課、逃學。不過，在芽衣子成佛後與仁太一起復學。
動畫中仁太說安城是魔羯座A型。
松雪集（聲：櫻井孝宏／瀨戶麻沙美（年幼時），演：志尊淳／佐藤瑠生亮（年幼時）（電視劇）、佐香智久（2022舞台劇）、井阪郁巳（2023舞台劇））
- 暱稱：雪集／雪熱（Yukiatsu）

【身高：181cm／體重：68kg／喜歡的食物：八橋餅／興趣：扮女裝】
臉蛋和成績都十分好的優等生。進入過去做為仁太第一志願的學校就讀。學業成績為年級第二。具有好強的個性、從年幼時起對仁太就抱有競爭心理，認為自己在各方面都能勝過仁太。說話惡毒刻薄，其實內心善良。對現在的仁太抱持著複雜的感情，並且對其採取冷漠的態度。與仁太一樣對過去芽衣子所發生的事情不曾忘記，一提到芽衣子就像換了個人，被知利子說是「沒用的傢伙，只有長相還好」。
童年曾勇敢的向為了挽留而追趕仁太的芽衣子告白，並拿出一隻有粉色花的髮夾要送給芽衣子，但卻被敷衍（拒絕）。之後更認為自己的告白是把芽衣子給害死的原因，並以強大的罪惡感看待自己，從此一直堅持是自己害死了芽衣子。在五年後更因為希望芽衣子就算是報復或詛咒也好，也要出現在自己的面前，進而做出了一些扭曲的舉動（扮成芽衣子）。最後卻在知利子的機智之下，暴露在仁太等人的面前。而在這個契機之下，其扭曲的心理終於得以冷靜，其假扮成芽衣子的舉動也終於停止，事後對知利子以言語表達感謝。對一直以來同樣是單相思的鳴子有同類意識。
童年曾對芽衣子告白的雪集，被婉拒的當下惱怒而把粉色花的髮夾拋去。事後卻被經過的知利子拾去。之後集又買了一隻相似的回來，一直保存在抽屜裡（應該是打算給芽衣子的）。
起初認為仁太說他自己看到芽衣子這事是在開玩笑、是將自己的傷痛推給別人的行為，之後更要求他停止，直到芽衣子透過自己的日記溝通。但在相信了芽衣子的存在之後，由於只有仁太才能見到芽衣子，出於嫉妒認為仁太是想獨佔，開始一心幫助芽衣子實現願望，希望其早日成佛離開仁太。
鶴見知利子（聲：早見沙織，演：飯豐萬理江／市原伽恋（年幼時）（電視劇）、椿梨央（2022舞台劇）、駒形友梨（2023舞台劇））
- 暱稱：鶴子（Tsuruko）

【身高：170cm】
具有作為成年人的性格。喜好讀書。與雪集入讀同一間高中學校，學業成績為年級第四。對人態度有些冷漠，說話也有些刻薄，但沒有惡意，其實內心很善良而且冷靜，也有可愛的一面。喜歡雪集，而且對雪集相當瞭解。
有優秀的觀察力，知道鳴子容易受人影響的缺點（從兒時起就一直在模仿芽衣子）和雪集暗中做的事。正因為在早些階段就察覺到雪集的變異，為此而向仁太要求協助，最後在行動上成功拯救雪集的心理。
因為常常與雪集一起行動，導致在學校裡對雪集有好感的女同學都不喜歡她。年幼的時候是沒戴眼鏡、短髮的可愛造型，經常隨身帶著寫生簿；很善於繪畫。保留著雪集當時送芽衣子未果的髮飾。
對芽衣子所做的蒸糕（蒸麵包）提出明確的建議和指正，本人對烹調似乎也很熟悉。
於第十話要施放可能是芽衣子願望的煙火時，把長髮給剪成昔日的短髮。從小時候，直到現在一直羨慕是「雪集知音」的鳴子。
留長髮可能是羨慕芽衣子的緣故，但從煙火行動後就一直留著短髮。
久川鐵道（聲：近藤孝行／豐崎愛生（年幼時），演：高畑裕太／高橋幸聖（年幼時）（電視劇）、伊勢大貴（2022舞台劇）、須賀裕紀（2023舞台劇））
- 暱稱：鐵道[註 11]／波波[註 8]／噗噗（Poppo）

【身高：185cm】
昔日個頭嬌小（較弱小），現在是最強壯的男生。沒有入讀高中，用打工賺來的資金在世界闖蕩。在日本時會到曾作為超和平busters的據點生活。體格上雖與幼時有很大的差別，但內心卻沒改變，使得仁太對他非常信賴。喜歡熟女。
對於仁太說其見到芽衣子的事堅信不疑。曾為了實現芽衣子的願望而到鳴子家，被鳴子的媽媽問及是否要吃女兒做的果凍時，大聲囔囔著要吃『安鳴』的果凍，導致鳴子惱怒。舉辦尋找芽衣子烤肉會時所帶去的自製料理－梯兒（Kheer，印度米布丁），看似不起眼（像嘔吐物）卻意外的好吃。
在之後的製作煙火行動中，介紹許多粗重工作給仁太，以期能迅速賺到製作煙火的錢。有著對芽衣子和大家說不出的事，而此事跟他為何開始世界旅行有關。
是第一个看到芽衣子意外死亡的，也内疚自己没能拯救到芽衣子。
於芽衣子成佛後，以通過高中同等學力鑑定考試為目標，展開行動。

### 其他人物
宿海篤（聲：小形滿，演：小日向文世（電視劇）、小林健一（2022舞台劇）、拉沙爾石井（2023舞台劇））
仁太的父親。喜歡可愛的事物。當有包括兒子在內的可愛東西的時候會說「好可愛～」的習慣。對於仁太長期以來的逃課行為不聞不問，默默關心著仁太。帽子底下是禿頭（宿海塔子過世之前是有頭髮的）。乍看之下好像對仁太採行放任主義，其實對仁太的生活把握得相當精確且透徹。
宿海塔子（聲：大原沙耶香，演：小泉今日子（電視劇）、橫山智佐（舞台劇））
仁太的母親，在仁太小時因病過世。擅長做葡萄乾蒸糕（蒸麵包）來鼓勵昔日超和平Busters的六人。
不過在劇場版中，被篤告知仁太，其實本人不擅長料理，拿手的葡萄乾蒸糕也是使用鬆餅粉做的。
本間伊倫（聲：大浦冬華，演：麻生香穗里（2022舞台劇）、彩夏涼（2023舞台劇））
芽衣子的母親，日俄混血。在芽衣子死後，只要家裡有吃咖哩就會拿一份到佛龕來供奉芽衣子。對於仁太等人的行為理解成是拿芽衣子作為藉口在找樂子。對仁太等人有很深的恨意，但在煙火行動結束後對仁太等人微笑並點頭。在劇場版末要聰志帶仁太等人來上香，似乎已經釋懷了。
本間聰志（聲：水原薰，演：小辻庵（2022舞台劇）、一之瀨將飛（2023舞台劇））
芽衣子的弟弟。芽衣子稱之為「阿聰」。
不太記得姐姐芽衣子的事。對於母親在姐姐死後始終保持一副難過的樣子感到不滿，在第八集中抱怨道：“明明还有一个活着呢。”不過一直记得其姐的那句“你要守护好我们的家”，可见对其姐也有一定的憧憬。在仁太等人的花火即将发射时前去帮忙。
劇場版時替仁太將蒸糕送到芽衣子的佛龕上，身高已與仁太差不多高，並對仁太打趣道：「是仁太前輩停止發育了吧！」
本間學（聲：保村真，演：河合龍之介（2022舞台劇）、村田充（2023舞台劇））
芽衣子的父親。十分嚴肅。希望妻子伊倫能面對現實走出回憶。一度反對仁太等5人製作煙火来實現芽衣子的願望。後來因为雪集的请求，允许他們製作。到了煙火點燃的那天，陪妻子去看為芽衣子而放的烟火。
春菜（聲：水原薰）
與鳴子同一所高中的朋友。黑髮深色皮膚，服裝、言行舉止都很輕薄。
亞紀（聲：牧野由依）
與鳴子同一所高中的朋友。咖啡色短髮，服裝、言行舉止都很輕薄。經常和春菜三個人一起活動。

## 製作人員
- 原作：超和平Busters
- 導演：長井龍雪
- 腳本：岡田麿里
- 人物設定、總作畫監製：田中將賀
- 美術監督：福島孝喜
- 色彩設定：中島和子
- 攝影、CG監製：那須信司
- 剪接：西山茂
- 音樂：REMEDIOS
- 音響監製：明田川仁
- 動畫製片人：岩田幹宏
- 總製片人：清水博之、山本幸治
- 製片人：齋藤俊輔、尾崎紀子
- 動畫製作：A-1 Pictures
- 製作：「那朵花」製作委員會（Aniplex、富士電視台、電通）

## 主題曲
- 片頭曲：（藍書籤）（第1話－第10話；第11話為為片尾曲）

作詞、作曲：尾崎雄貴 / 編曲、歌：Galileo Galilei
- 片尾曲：《[註 12]》（secret base ～你給我的東西～）〈第1話－第10話〉

作詞、作曲：町田紀彥／編曲：阿部尚德 Sound Produced by estlabo
歌：本間芽衣子（茅野愛衣）、安城鳴子（戶松遙）、鶴見知利子（早見沙織）
作詞、作曲、歌： REMEDIOS／編曲：石本大介&向井寛
BD及DVD版第1話片尾曲
作詞、作曲、歌 - REMEDIOS／編曲：石本大介&向井寛
BD及DVD版第11話片尾曲
- 插曲《I Left You》（最終話）

作詞、作曲、歌：REMEDIOS／編曲：藤木和人
- 2013年7月再放送版（OA Ver.）／劇場版主題曲（圍圈遊戲／Circle Game）

作詞：尾崎雄貴／作曲：Galileo Galilei／編曲：Galileo Galilei、POP ETC／歌：Galileo Galilei
BD及DVD版第1話－第2話片尾曲

## 各話列表
| 話數   | 標題                   | 分鏡     | 演出       | 作畫監督                                                             |
| ------ | ---------------------- | -------- | ---------- | -------------------------------------------------------------------- |
| 第1話  | 超和平毀滅者           | 長井龍雪 | 長井龍雪   | 田中将賀                                                             |
| 第2話  | 勇者芽芽               | 篠原俊哉 | 室井富美江 | 奧田佳子                                                             |
| 第3話  | 尋找芽芽大會           | 森田宏幸 | 吉村愛     | 荒木彌緒、緒方美枝子                                                 |
| 第4話  | 白色的，繫絲帶的連身裙 | 今泉賢一 | 今泉賢一   | 道下康太、岡崎洋美                                                   |
| 第5話  | 隧道                   | 田中孝行 | 田中孝行   | 中村直人                                                             |
| 第6話  | 忘掉，別忘掉           | 藤森一真 | 原田孝宏   | 本村晃一                                                             |
| 第7話  | 真正的願望             | 伊藤智彥 | 伊藤智彥   | 山崎秀樹                                                             |
| 第8話  | 我很好奇 I wonder      | 吉村愛   | 吉村愛     | 荒木彌緒、井口真理子、緒方浩美、齊藤美香                             |
| 第9話  | 大家與芽芽             | 伊藤智彦 | 今泉賢一   | 岡崎洋美、道下康太、山本篤史                                         |
| 第10話 | 煙火                   | 篠原俊哉 | 篠原俊哉   | 坂崎忠、奧田佳子                                                     |
| 第11話 | 在那個夏天盛開的花朵   | 長井龍雪 | 長井龍雪   | 田中將賀、中村直人、本村晃一、山崎秀樹、大館康二、道下康太、奥田佳子 |

## 播放電視台
日本深夜動畫：下文記載的日本国内播放時間使用日本標準時間（UTC+9）表示。因為部分時間标识會採用30小时制，因此請留意这类超过24:00的时间，其實際播放時間為翌日清晨。
| 播放地區   | 播放電視台     | 播放日期                  | 播放時間           | 備註            |
| ---------- | -------------- | ------------------------- | ------------------ | --------------- |
| 關東廣域圏 | 富士電視台     | 2011年4月14日 - 6月23日   | 星期四 1:15 - 1:45 | 製作電視台      |
| 近畿廣域圏 | 關西電視台     | 2011年4月19日 - 6月28日   | 星期二 2:28 - 2:58 |                 |
| 中京廣域圏 | 東海電視台     | 2011年4月21日 - 6月30日   | 星期四 2:35 - 3:05 |                 |
| 日本全域   | BS富士         | 2011年5月21日 - 7月30日   | 星期六 2:00 - 2:30 | CS放送 / 有重播 |
| 再放送版   |                |                           |                    |                 |
| 關東廣域圈 | 富士電視台     | 2013年7月12日 - 9月20日   | 星期四 1:15 - 1:45 | 富士電視網      |
| 靜岡縣     | 靜岡電視台     | 2013年7月12日 - 9月20日   | 星期四 2:10 - 2:40 | 富士電視網      |
| 中京廣域圏 | 東海電視台     | 2013年7月12日 - 9月20日   | 星期四 2:40 - 3:10 | 富士電視網      |
| 佐賀縣     | 佐賀電視台     | 2013年7月13日 - 9月21日   | 星期五 1:35 - 2:05 | 富士電視網      |
| 福岡縣     | 西日本電視台   | 2013年7月13日 - 9月21日   | 星期五 2:35 - 3:05 | 富士電視網      |
| 山形縣     | 櫻桃電視台     | 2013年7月14日 - 9月22日   | 星期六 1:35 - 2:05 | 富士電視網      |
| 秋田縣     | 秋田電視台     | 2013年7月14日 - 9月22日   | 星期六 2:05 - 2:35 | 富士電視網      |
| 鹿兒島縣   | 鹿兒島電視台   | 2013年7月14日 - 9月22日   | 星期六 2:05 - 2:35 | 富士電視網      |
| 熊本縣     | 熊本電視台     | 2013年7月14日 - 9月22日   | 星期六 2:35 - 3:05 | 富士電視網      |
| 福島縣     | 福島電視台     | 2013年7月16日 - 9月24日   | 星期一 1:40 - 2:10 | 富士電視網      |
| 廣島縣     | 新廣島電視台   | 2013年7月16日 - 9月24日   | 星期一 2:00 - 2:30 | 富士電視網      |
| 愛媛縣     | 愛媛電視台     | 2013年7月17日 - 9月25日   | 星期二 1:10 - 1:40 | 富士電視網      |
| 新潟縣     | 新潟綜合電視台 | 2013年7月17日 - 9月25日   | 星期二 2:05 - 2:35 | 富士電視網      |
| 宮城縣     | 仙台放送       | 2013年7月17日 - 9月25日   | 星期二 2:15 - 2:45 | 富士電視網      |
| 近畿廣域圈 | 關西電視台     | 2013年7月17日 - 9月25日   | 星期二 2:28 - 2:58 | 富士電視網      |
| 岩手縣     | 岩手可愛電視台 | 2013年7月18日 - 9月26日   | 星期三 2:20 - 2:50 | 富士電視網      |
| 北海道     | 北海道文化放送 | 2013年10月21日 - 12月30日 | 星期一 1:00 - 1:30 | 富士電視網      |

## 相關商品

### BD、DVD
BD及DVD共6卷，每卷分为藍光限定版、DVD限定版、DVD普通版。限定版特典包括岸田隆宏描繪之影碟收藏盒、三方背文件夾、特製小冊子，以及每話內容不同的特典CD。影碟設有評論音軌，由入野自由、茅野愛衣和戶松遙三人作常規嘉賓（第6卷除外）。
| 卷數 | 發售日期       | 收錄內容   | 評論音軌 特別嘉賓                   | 特典CD | 完全生產限定版 規格編號      | 通常版 規格編號 |
| ---- | -------------- | ---------- | ----------------------------------- | --- | ---------------------------- | --------------- |
| 1    | 2011年6月29日  | 第1話      | 無                                  | REMEDIOS 原創音樂專輯Vol.1（曲目參見下表）                                                                | ANZX-9901(BD) ANZB-9901(DVD) | ANSB-9901       |
| 2    | 2011年7月27日  | 第2－3話   | 近藤孝行                            | REMEDIOS 原創音樂專輯Vol.2（曲目參見下表）                                                                | ANZX-9903(BD) ANZB-9903(DVD) | ANSB-9903       |
| 3    | 2011年8月24日  | 第4－5話   | 櫻井孝宏 早見沙織                   | REMEDIOS 原創音樂專輯Vol.3（曲目參見下表）                                                                | ANZX-9905(BD) ANZB-9905(DVD) | ANSB-9905       |
| 4    | 2011年9月21日  | 第6－7話   | 櫻井孝宏 早見沙織 近藤孝行          | 收錄了另外2個版本的 secret base ～君がくれたもの～ （曲目參見下表）                                       | ANZX-9907(BD) ANZB-9907(DVD) | ANSB-9907       |
| 5    | 2011年10月26日 | 第8－9話   |                                     | 廣播劇CD 「雪集仍未知道那天我想聽他說出的話語。」 （あの日聞きたかったセリフをゆきあつはまだ知らない。） 本間芽衣子（CV：茅野愛衣）& 松雪集（CV：櫻井孝宏） | ANZX-9909(BD) ANZB-9909(DVD) | ANSB-9909       |
| 6    | 2011年11月23日 | 第10－11話 | 入野自由 長井龍雪 岡田麿里 田中将賀 | 廣播劇CD 「我們仍未提起那天那朵花所做的事情。」 （あの日作ったあの花の話を僕達はまだしてない。） 茅野愛衣&長井龍雪&岡田麿里&田中将賀                  | ANZX-9911(BD) ANZB-9911(DVD) | ANSB-9911       |

### CD
| 曲目              | 曲名                                                                      | 中文                                                                      |
| 原創音樂專輯Vol.1 | 原創音樂專輯Vol.1                                                         | 原創音樂專輯Vol.1                                                         |
| ----------------- | ------------------------------------------------------------------------- | ------------------------------------------------------------------------- |
| 1                 | Dear Love                                                                 | 給「愛」                                                                  |
| 2                 | Still...                                                                  | 仍……                                                                      |
| 3                 | I Left You                                                                | 我離開了你                                                                |
| 4                 | Still...～instrumental                                                    | 仍……～伴奏                                                                |
| 原創音樂專輯Vol.2 |                                                                           |                                                                           |
| 1                 | My Star...                                                                | 我的星星……                                                                |
| 2                 | Secret Feelings ～from childhood                                          | 神秘的感覺 ～自童年                                                       |
| 3                 | Sunset ～like dawn                                                        | 日落 ～像曙光                                                             |
| 4                 | On A Silent Afternoon                                                     | 在一個寧靜的下午                                                          |
| 5                 | Last Train Home ～still far                                               | 最後一班往家的火車 ～還很遠                                               |
| 6                 | Back In The Old Hut                                                       | 回到老舊的小屋                                                            |
| 7                 | All About Her Death                                                       | 所有關於她的死                                                            |
| 8                 | I Left You ～not sure if I did...                                         | 我離開了你 ～不確定我有沒有……                                             |
| 9                 | Secret Feelings ～to be revealed someday                                  | 神秘的感覺 ～某天將會發現                                                 |
| 10                | Dear Love ～all these years                                               | 給「愛」 ～所有的這些年                                                   |
| 原創音樂專輯Vol.3 |                                                                           |                                                                           |
| 1                 | Sink                                                                      | 下沉                                                                      |
| 2                 | Thin Moonlight                                                            | 月光                                                                      |
| 3                 | Last Train Home                                                           | 最後一班往家的火車                                                        |
| 4                 | Sweet Gifts                                                               | 甜蜜的禮物                                                                |
| 5                 | Mixed Characters                                                          | 混合的角色                                                                |
| 6                 | We Are Back                                                               | 我們回來了                                                                |
| 7                 | Dokidoki                                                                  | 心動不已                                                                  |
| 8                 | Lost Childhood                                                            | 失去的童年                                                                |
| 9                 | Going Crazy Over You                                                      | 為你瘋狂                                                                  |
| 10                | Our New Sunrise                                                           | 我們新的開始                                                              |
| 特典CD Vol.4      |                                                                           |                                                                           |
| 1                 | secret base ～君がくれたもの～ (Summernoise Ver.)                         | secret base ～君がくれたもの～ (Summernoise Ver.)                         |
| 2                 | secret base ～君がくれたもの～ (those dizzy days Ver.)                    | secret base ～君がくれたもの～ (those dizzy days Ver.)                    |
| 3                 | secret base ～君がくれたもの～ (Summernoise Ver.)(Off Vocal Version)      | secret base ～君がくれたもの～ (Summernoise Ver.)(Off Vocal Version)      |
| 4                 | secret base ～君がくれたもの～ (those dizzy days Ver.)(Off Vocal Version) | secret base ～君がくれたもの～ (those dizzy days Ver.)(Off Vocal Version) |

## 劇場版
2013年8月31日於日本全國公映，副標題為「給面麻的信」。在上映不足兩日之內就收得1億9817萬7700日圓，高居日本九月份的電影票房收入的第三名與滿意度的首位。

### 聲優
- 宿海仁太：入野自由
- 本間芽衣子：茅野愛衣
- 安城鳴子：戶松遙
- 松雪集：櫻井孝宏
- 鶴見知利子：早見沙織
- 久川鉄道：近藤孝行
- 仁太(幼少)：田村睦心
- 集(幼少)：瀨戶麻沙美
- 鉄道(幼少)：豐崎愛生
- 宿海篤：小形滿
- 宿海塔子：大原沙耶香
- 本間伊倫：大浦冬華
- 本間聰志：水原薫
- 店長：金光宣明
- 女性担任：葉山郁美
- 少年A：潘惠美
- 少年B：種田梨沙
- 少年C：大西沙織
- 客人1：村田太志
- 客人2：石川界人
- 阿姨A：上田晴美
- 男子高中生A：興津和幸
- 作業員A：林和良
- 作業員B：赤羽根健治

### 製作團隊
- 原作：超和平Busters
- 監督、分鏡：長井龍雪
- 腳本：岡田麿里
- 角色設計、總作畫監督：田中將賀
- 演出：吉岡忍
- 道具設計：冷水由紀繪
- 美術監督：石垣努
- 美術：福島孝喜
- 色彩設計：中島和子
- CG及攝影監督：森山博幸
- 編輯：西山茂
- 音響監督：明田川仁
- 音樂：REMEDIOS
- 動畫製作：A-1 Pictures
- 製作：「那朵花」製作委員会（Aniplex，電通，其他計劃）
- 出品：Aniplex

### 劇場版主題曲
（圓圈遊戲）
歌：Galileo Galilei
插曲「I Left You」
作詞、作曲：REMEDIOS
插曲「secret base ～～（10 years after Ver.）」（secret base～你給我的東西～）
作詞、作曲：町田紀彥／編曲：阿部尚徳 Sound Produced
插曲（好想見你）
演唱：西野加奈／編曲：阿部尚徳 Sound Produced

## 出版書籍

### 小說
台版由皇冠文化代理，書名譯為《未聞花名》、譯者：許金玉。
| 集數 | Media Factory | Media Factory          | 皇冠文化      | 皇冠文化               |
| 集數 | 發售日期      | ISBN                   | 發售日期      | ISBN                   |
| ---- | ------------- | ---------------------- | ------------- | ---------------------- |
| 上   | 2011年7月25日 | ISBN 978-4-8401-3957-1 | 2015年8月10日 | ISBN 978-957-803-974-2 |
| 下   | 2012年8月10日 | ISBN 978-4-8401-4689-0 | 2015年8月10日 | ISBN 978-957-803-975-9 |

### 漫畫
台版由青文出版社代理，書名譯為《我們仍未知道那天所看見的花名》、譯者：李妮瑄。
| 集數 | 集英社        | 集英社                 | 青文出版社     | 青文出版社             |
| 集數 | 發售日期      | ISBN                   | 發售日期       | ISBN                   |
| ---- | ------------- | ---------------------- | -------------- | ---------------------- |
| 1    | 2012年9月9日  | ISBN 978-4-08-870493-7 | 2013年11月25日 | ISBN 978-986-310-822-1 |
| 2    | 2012年12月9日 | ISBN 978-4-08-870563-7 | 2013年12月25日 | ISBN 978-986-310-846-7 |
| 3    | 2013年5月2日  | ISBN 978-4-08-870672-6 | 2014年2月25日  | ISBN 978-986-310-905-1 |

## 電影
同名漫畫改編之真人版特別劇《我們仍未知道那天所看見的花名。》，2015年9月21日21:00 - 23:18（JST）於富士電視台播出。

### 演員
主要人物
- 宿海仁太：村上虹郎（粵語配音：杜景煜）
- 本間芽衣子：濱邊美波（粵語配音：陈姻岐）
- 松雪集：志尊淳（粵語配音：鄧燦陽）
- 鶴見知利子：飯豐萬理江（粵語配音：張惠雯）
- 安城鳴子：松井愛莉（粵語配音：高雅玲）
- 久川鐵道：高畑裕太（日语：高畑裕太）（粵語配音：雷霆）

幼年期的主要人物
- 仁太：南出凌嘉（粵語配音：黃鳳英）
- 芽芽：谷花音（粵語配音：陈姻岐）
- 雪集：佐藤瑠生亮（粵語配音：冼詠儀）
- 鹤子：市原伽戀
- 安鸣：吉岡千波
- 波波：高橋幸聖（粤语配音：张惠雯）

其他人物
- 宿海塔子：小泉今日子[19]
- 宿海篤：小日向文世[20]（粵語配音：冯瀚辉）
- 本間洋子：吉田羊（粵語配音：黃鳳英）
- 十和田政吉：火野正平（粵語配音：何偉誠）
- 藤吉謙一：Lily Franky
- 工地現場作業員：上地雄輔
- 餐廳服務員：水瀨祈

### 製作團隊
- 原作：《我們仍未知道那天所看見的花名。》（超和平Busters）
- 劇本：泉吉紘（日语：いずみ吉紘）
- 導演：西浦正記（日语：西浦正記）
- 剪輯：狩野雄太
- 製作人：淺野澄美
- 主題曲：

片頭曲：Galileo Galilei （藍書籤）
片尾曲：Silent Siren（Secret base ～你給我的東西～）
- 製作：富士電視台、富士製作公司（日语：フジクリエイティブコーポレーション）

### 播放檔次
| 日本 富士電視台 星期一晚間9:00－9:54 | 日本 富士電視台 星期一晚間9:00－9:54                  | 日本 富士電視台 星期一晚間9:00－9:54 |
| ------------------------------------ | ----------------------------------------------------- | ------------------------------------ |
|                                      | 我們仍未知道那天所看見的花名。 （2015.9.21）          |                                      |
| 戀仲 （2015.7.20－2015.9.14）        | 朝5晚9～我愛上了型男和尚～ （2015.10.12－2015.12.14） |                                      |

| MY 101綜合台 週五22:00 - 23:00           | MY 101綜合台 週五22:00 - 23:00                           | MY 101綜合台 週五22:00 - 23:00 |
| ---------------------------------------- | -------------------------------------------------------- | ------------------------------ |
|                                          | 我們仍未知道那天所看見的花名。‬ （2015.9.25 - 2015.10.2） |                                |
| 閃爍的二次愛戀 （2015.7.24 - 2015.9.18） | 大人女孩 （2015.10.23 - ）                               |                                |

| 香港 ViuTV 星期日 00:00 - 02:30 | 香港 ViuTV 星期日 00:00 - 02:30                                 | 香港 ViuTV 星期日 00:00 - 02:30 |
| ------------------------------- | --------------------------------------------------------------- | ------------------------------- |
|                                 | 未聞花名‬ （2016.8.14）                                          |                                 |
| 以我為名的變奏曲 （2016.8.7）   | 2016-17年 西班牙甲組足球聯賽： 巴塞隆拿 對 貝迪斯 （2016.8.21） |                                 |

## 外部連結
- 電視動畫官方網站（日語）
- 劇場版官方網站 （页面存档备份，存于）（日語）
- 我們仍未知道那天所看見的花的名字。的X（前Twitter）（日語）
- Jump Square漫畫官方網站（日語）
- 遊戲官方網站 （页面存档备份，存于）（日語）
- 我們仍未知道那天所看見的花的名字（劇場版預告） （页面存档备份，存于）（日語）
- 真人版電視劇富士電視台官方網站 （页面存档备份，存于）（日語）